# Howrah (huyện)
Huyện Howrah là một huyện thuộc bang West Bengal, Ấn Độ. Thủ phủ huyện Howrah đóng ở Howrah. Huyện Howrah có diện tích 1467 ki lô mét vuông. Đến thời điểm năm 2001, huyện Howrah có dân số 4274010 người.